# Hetta (roman av Ian McEwan)
Hetta (engelsk titel Solar) är en roman av den brittiske författaren Ian McEwan, som släpptes första gången på engelska den 18 mars 2010 av Jonathan Cape, en imprint på Random House. Boken är en satir om en utsliten nobelpristagare och fysiker vars dysfunktionella personliga liv och cyniska ambition får honom att arbeta med en solenergibaserad lösning på klimatförändringen.

## Handling
Michael Beard är en eminent fysiker som tilldelats nobelpriset, men vars eget liv är kaotiskt och komplicerat. Romanen tar läsaren kronologiskt genom tre viktiga perioder i Beards liv: 2000, 2005 och 2009, tillsammans med återgivningar av hans studentdagar på Oxford.

### 2000
Beard styr ett fiktivt forskningscentrum i den brittiska staden Reading, Berkshire, men har inte någon större tilltro till projektet och är mestadels där som en politisk maskot. Han är otrogen med sin femte fru, Patrice, precis som han varit med sina fyra föregående fruar. Istället för att anklaga honom och hota med att lämna upptar Patrice en affär med deras byggare. Beard kommer fram till att han har hittat den perfekta frun just då han förlorar henne, och faller i en djup depression. För att möta problemet går han med på en resa till Arktis, för att efterforska klimatförändringen. Det visar sig att han är den enda forskaren på en expedition dominerad av konstnärer. På sin väg hem får Beard reda på att hans fru också har haft en affär med hans yngre kollega Tom Aldous. Under ett spänt möte med Beard dör Aldous i en märklig olycka, och Beard ärver Aldous hemliga forskning om tekniker för artificiell fotosyntes. Beard sätter dit Patrices byggarpojkvän Tarpin, som fängslas för Aldous död.

### 2005
Trots en historia av förödmjukande mediareportage lyckas Beard bygga upp ett rykte som en kämpe för solenergi, och tar därmed Aldous efterforksning som sin egen. Han har fått sparken från sitt jobb i Reading, men arbetar på planer för ett artificiellt fotosynteskraftverk.  Beard fortsätter att gå upp i vikt och hans gastronomiska eftergivenhet beskrivs i detalj. Han har kärleksfull flickvän, Melissa, som desperat vill ha ett barn. Tiden börjar sina ut för henne, och hon bestämmer sig för att ta tag i saken själv, och bli gravid.

### 2009
Beard är nu pappa, och sextiotvå år gammal. Han är inte vid bästa hälsa, och är oroad över en misstänkt lesion på sin handled. Hans solkraftverk är i sitt slutskede i Lordsburg, New Mexico, där han har fått ytterligare en flickvän, servitrisen Darlene. Darlene vill gifta sig med honom, men han har ett bekvämt upplägg med Melissa och hans tre år gamla dotter, Catriona. Alla hans problem kulminerar på kvällen då öppningsceremonin skall hållas för solkraftverket. Tarpin har släppts från fängelset och frågar Beard om arbete, Melissa flyger till New Mexico med sin dotter för att försöka vinna över honom från Darlene, en patentadvokat kommer med bevis på att han stal sina idéer från den nu döda Aldous, hans doktor bekräftar att den lesion han har på sin hand är cancerartad, hans affärspartner överger honom med flera miljoner dollar i skulder, och han får därefter reda på att någon (förmodligen Tarpin) har saboterats hans kraftverk genom att ta sönder solpanelerna. I den sista scenen får Beard en "oigenkännlig svullnande känsla" i sitt hjärta som han tolkar som kärlek till hans dotter, men det kan lika gärna vara början på en hjärtattack.

## Bakgrund
Romanen är huvudsakligen ett fiktivt verk men refererar väldigt mycket till riktig vetenskap och modern historia.
Michael Beards resa till den norska arktiska ön Spitsbergen är baserad på en resa McEwan gjorde 2005 med en grupp konstnärer och forskare, som inkluderade Antony Gormley och Rachel Whiteread. Senare sa han om resan:
Vi tillbringade kvällarna med att diskutera [klimatförändringen], pratade om hur världen behövde fundamentala ändringar i arbete och kultur, och samtidigt var det detta ständigt ökande kaos i rummet bredvid - båtrummet, där alla utomhuskläder var samlade - våra snöscooterkläder, och så vidare. Det var denna skillnad mellan självförvållat kaos i våra liv på båten, och vår strävan, våra ideal, som föreslog att en ansats till ämnet är genom en sorts förlåtande humor.

## Mottagande
2010 fick Hetta Bollinger Everyman Wodehouse Prize, ett brittiskt litterärt pris för komiskt författarskap.